# Warm Fuzzies
Warm Fuzzies es el extended play debut del actor y cantante Matt Bennett lanzado el 20 de mayo de 2012 independientemente.

## Lista de canciones
| Warm Fuzzies |                        |              |          |  |
| N.º          | Título                 | Escritor(es) | Duración |  |
| 1.           | «I Think You're Swell» | Matt Bennett | 3:46     |  |
| 2.           | «I Love My Guitar»     | Matt Bennett | 3:05     |  |
| 3.           | «Pet Your Cat»         | Matt Bennett | 3:02     |  |
| 4.           | «Got You Got Me»       | Matt Bennett | 1:46     |  |
| 5.           | «Tom Hanks Fan Club»   | Matt Bennett | 6:34     |  |
| 18:16        |                        |              |          |  |